# Llangywer
Llangywer är en community i Storbritannien.   Den ligger i kommunen Gwynedd och riksdelen Wales, i den södra delen av landet, 280 km nordväst om huvudstaden London.